# Lenur Szerverovics Temirov
Lenur Szerverovics Temirov (Olmalik, 1990. január 1. –) ukrán kötöttfogású birkózó. A 2018-as birkózó-világbajnokságon a bronzérmet nyert 63 kg-os súlycsoportban, kötöttfogásban. A 2012. évi nyári olimpiai játékokon Ukrajna színeiben vett részt, de olimpiai érmet nem szerzett.

## Sportpályafutása
A 2018-as birkózó-világbajnokságon a bronzérmet nyert. A mérkőzést 3–1-ra nyerte a kínai Erbatu Tuo ellen.
A 2019-es birkózó-világbajnokságon a 60 kilogrammos súlycsoportban a bronzmérkőzésig jutott. Ellenfele a kazah Meirambek Ainagulov volt, aki 10-0-ra legyőzte.